# 梅塔比耶
梅塔比耶（法語：Métabief，法語發音：[metabje]）是法国杜省的一个市镇，属于蓬塔利耶区。

## 地理
梅塔比耶（46°46'23"N, 6°21'6"E）面积5.76 平方千米，位于法国勃艮第-弗朗什-孔泰大區杜省，该省份为法国东部内陆省份，北起上索恩省，西接汝拉省，东部及东南部与瑞士接壤，东北部与贝尔福地区省接壤。
与梅塔比耶接壤的市镇（或旧市镇、城区）包括：图永和卢特莱、圣安托万、新莱索皮托。

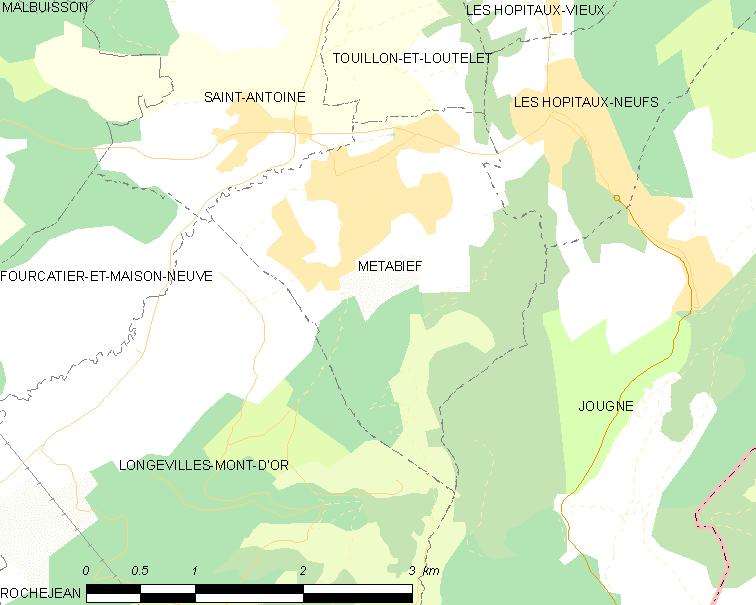
梅塔比耶的OSM定位图

梅塔比耶的时区为UTC+01:00、UTC+02:00（夏令时）。

## 行政
梅塔比耶的邮政编码为25370，INSEE市镇编码为25380。

## 政治
梅塔比耶所属的省级选区为弗拉讷县。

## 人口

1962-2008年间梅塔比耶人口变化图示

梅塔比耶于2022年1月1日时的人口数量为1395人。